# Robert Freitag (Jurist)
Robert Freitag (* 15. September 1968 in Kabul, Afghanistan) ist ein deutscher Jurist und Hochschullehrer an der Friedrich-Alexander-Universität Erlangen-Nürnberg.

## Leben
Nach dem Abitur 1988 am Theodor-Heuss-Gymnasium in Göttingen studierte Freitag bis 1994
die Rechtswissenschaften an den Universitäten Göttingen, Bayreuth und Bordeaux. In Bordeaux erwarb er 1992 die Maîtrise en droit public, 1994 in Bayreuth das Erste Juristische Staatsexamen. Nach dem Zweiten Juristischen Staatsexamen 1996 (Bayreuth) arbeitete er in Bayreuth unter Ulrich Spellenberg als wissenschaftlicher Mitarbeiter, wechselte aber 1999 an die Universität Bielefeld an den Lehrstuhl von Thomas Pfeiffer. Seinen Doktortitel erwarb er dennoch im Jahre 2000 in Bayreuth. Nach einer zweijährigen Tätigkeit als Syndikusanwalt kehrte Freitag 2002 an die Universität Bayreuth zurück und habilitierte sich dort 2005. Mit seiner Habilitation erwarb er die venia legendi für die Fächer Bürgerliches Recht, Internationales Privat- und Verfahrensrecht, Rechtsvergleichung, Deutsches und Europäisches Handels- und Gesellschaftsrecht.
Seinen ersten Lehrstuhl hatte Robert Freitag mit dem Lehrstuhl für Deutsches und Europäisches Handels- und Gesellschaftsrecht an der Universität Hamburg inne, wo er von 2006 bis 2011 tätig war. Seit 2011 bekleidet er den Lehrstuhl für Deutsches, Europäisches und Internationales Privat- und Wirtschaftsrecht an der Universität Erlangen-Nürnberg.